# La Voz de Barcelona
La Voz de Barcelona és un diari digital barceloní d'informació política de Catalunya publicat en castellà.
Va ser fundat l'11 de març de 2008 per Alejandro Tercero i Daniel Tercero. És el sisè diari purament digital de Catalunya més llegit a internet (març de 2012) i presumeix de no rebre ni sol·licitar subvencions públiques de la Generalitat de Catalunya. La seva línia editorial és contrària a l'independentisme català.
El 12 d'agost de 2013 es va anunciar en el diari que La Voz de Barcelona i El Debat es fusionarien al setembre del mateix any, creant un nou diari anomenat Crónica Global.